# 5824 Inagaki
5824 Inagaki è un asteroide della fascia principale. Scoperto nel 1989, presenta un'orbita caratterizzata da un semiasse maggiore pari a 2,6289471 UA e da un'eccentricità di 0,1224456, inclinata di 12,68706° rispetto all'eclittica.